# Чертёж
Чертёж — документ, содержащий графическое изображение и выполненный, как правило, с помощью инструментов, реже — от руки. При практическом использовании составляют чертежи определенного вида: рабочие, сборочные, габаритные, монтажные и т.д. Для того, чтобы по чертежу представить пространственную форму предмета его нужно читать по определенным правилам (например, ЕСКД). Это отличает чертёж от рисунка, который выполняется с учетом зрительного восприятия. Исторически чертежи не отличались от картографических изображений. Профессиональные архитектурные чертежи, основанные на правилах масштабного проекционного черчения, появляются в России в начале XVIII века. В настоящее время к чертежам относят изображения земной поверхности (планы), выполненные без учета кривизны земной поверхности.
Чертеж, как технический документ, отображает результат сторительного и технологического проектирования, конструирования, инженерных изысканий и других работ, связанных со строительством и изготовлением изделий. Также чертеж может быть и результатом иных работ, например, геодезической съемки.

## Способ фиксации информации

### Черчение
Черчение — процесс выполнения чертежа в соответствии с правилами. При черчении в большинстве случаев происходит изображение на плоскости. На кальке, бумаге и других поверхностях изображаются геометрические образы (точки, линии, поверхности, тела) с использованием инструментов. Черчение бывает: геометрическое, проекционное, машиностроительное, строительное, картографическое и др.. Чертёж изображается на плоскости с использованием черт (штрихов), линий. Штрих — линия, выполняемая одним движением руки. Штрих может восприниматься как линия или сливаться с соседними штрихами в сплошное тоновое пятно (штриховку).

### Оргтехника
Сам процесс создания чертежа может происходить на бумаге или с использованием профессионального ПО и компьютера. Когда говорят о черчении в контексте бумажных чертежей, процесс можно описать как создание геометрически точного изображения видов детали сверху, спереди, сбоку. Если говорят о сборочном чертеже, то обычно это разрез сложного объекта по оси симметрии. Современное проектирование неразрывно связано с ЭВМ и с использованием специального ПО — САПР. На данный момент построенные вручную чертежи практически вышли из употребления.
Орудиями труда инженера конструктора до 1960-х годов служили кульман, циркуль и логарифмическая линейка. Сегодня невозможно себе даже представить процесс проектирование без ЭВМ. В 1950 году доктор Пол Дж. Ханратти изобрёл первую программу, которая позволяла инженерам чертить простые линии с помощью компьютера. В то время компьютеры были очень большие, поэтому программы такого типа не были широко доступны. Ханратти до сих пор считается «отцом САПР» за его вклад. В 1957 году исследователи из Массачусетского технологического института (MIT) расширили работу Ханратти, их детищем стала программа Pronto. Она позволила проектировать более сложные объекты с помощью компьютера. Все эти программы оперировали небольшим числом элементарных объектов, такими как круги, линии, дуги, текст, из которых составлялись более сложные объекты. Чем доступнее становились ЭВМ, тем активнее развивались технологии проектирования. Всем известный AutoCAD появился только в 1986 году.
Для работы с электронными чертежами и математическими моделями инженеры пользуются системами автоматизированного проектирования САПР (англ. CAD), они реализуют проектирование, при котором все проектные решения или их часть получают путём взаимодействия человека и ЭВМ. Лучше использовать термин CAx, он объединяет технологии для разработки, внедрения и производства изделия (CAD, CAE, CAM). Главная задача, которую реализуют CDx системы — это ускорить процесс разработки и внедрения изделия, они позволяют в значительной степени освободить конструктора-проектировщика от однообразной, трудоёмкой и утомительной работы и повысить его интеллектуальные возможности на этапах принятия решений. Принципы построения во многом сохранились, из простых элементов строятся сложные, эскизы превращаются в 3D модели и наоборот, 3D модель легко раскладывается на сборочные и деталировочные чертежи, сопроводительная документация в виде спецификаций строится автоматически. Специализированные программы могут рассчитать возникающие нагрузки в проектируемом изделии в зависимости от выбранного материала и места воздействия силы, аэродинамику, гидравлическое сопротивление и многое другое. 3D-моделирование позволяет выявить множество недостатков деталей и узлов ещё на этапе проектирования.
В 2003 году американское сообщество инженеров выпустило стандарт ASME Y14.41 который устанавливает требования применяемые при проектировании изделий с использованием CAD систем. Он был сразу же принят несколькими промышленными организациями, а также министерством обороны (DOD). Для России можно рекомендовать ознакомиться с ГОСТ 2.052-2015 ЕСКД. Электронная модель изделия. Самые распространённые программы для проектирования: SOLIDWORKS, NX, CATIA, КОМПАС-3D, Inventor, AutoCAD, Creo и др. Если говорить о софте, то сейчас каждый человек имеющий персональный компьютер, ноутбук или даже телефон может начать работать с электронными чертежами и 3D моделями. Существуют платные, бесплатные, учебные САПР. Студенты в учебных заведениях всё ещё учатся чертить на бумаге, но обычно только один курс начертательной геометрии. Дальнейшее обучение ремеслу конструктора студенты проходят за ЭВМ. В процессе изучения курса инженерной графики студент приобретает знания и навыки, необходимые для грамотного выполнения и чтения различных конструкторских документов. Технологии не стоят на месте, каждый год производители ПО выпускают новые версии своих продуктов, предлагают нам новые инструменты и возможности, инженеры патентуют новые технологии, заводы производят новые более точные и высокотехнологичные станки, и весь этот технический прогресс позволяет человечеству достигать новых горизонтов.
Виды чертежа ассоциативны с моделями, по которым они создавались, то есть изменения, сделанные в модели, такие как изменения значения размера, добавление или удаление конструктивных элементов, одновременно отображается и на чертеже. Аналогично, изменение значений размеров в чертеже, приводит к изменениям в модели, на которую этот чертёж ссылается.

### Стандартизация
Стандартизация, правила, нормы при выполнении чертежей вырабатывались веками, и установившаяся сейчас система очень похожа во всем мире. В России это единая система конструкторской документации (ЕСКД) и система проектной документации для строительства (СПДС). Например, ГОСТ 2.303-68 ЕСКД, устанавливает начертания и основные назначения линий на чертежах всех отраслей промышленности и строительства, выполняемых в бумажной или электронной форме. В Америке это стандарты, опубликованные американским обществом инженеров-механиков ASME. Так же существуют международные стандарты ISO, например, ISO 128 касается общих принципов представления информации на технических чертежах. А ISO 216 международный стандарт размеров бумажных листов чертежей А4-А0 (пример), построен на основе немецкого стандарта DIN 476, а в России это же описывает ГОСТ 2.301-68. Существует множество отраслевых стандартов для чертежей, но не будем перечислять их все, так как все равно все не охватить.
В современном мире само понятие чертежа усложняется. Чертёж это и рисунок на бумаге с инструкцией по сборке игрушки, которую Вы купили трёхлетнему ребёнку, и электронная геометрическая модель изделия, которую можно напрямую загрузить в станок с ЧПУ и получить готовое изделие после выполнения программы. Станкам для работы не нужны бумажные чертежи, они работают с математическими моделями. Поэтому будем говорить в большей части про современные, электронные чертежи. Согласно ГОСТ 2.052-2015 электронная геометрическая модель изделия представляет собой совокупность геометрических элементов и атрибутов модели, которые совместно определяют геометрию изделия и его свойства, зависящие от формы и размеров.

## В архитектуре
Иллюстрации, карты, планы, эскизы относящиеся к географии, топографии, архитектуре являются художественными произведениями.

## История чертежа

### Древний мир
История возникновения и развития науки об изображении предметов на плоскости берёт своё начало в далёком прошлом.
Ещё не зная бумаги и карандашей, человек с помощью древних орудий труда, угля, мела или ещё какого-нибудь другого красящего вещества изображал на стенах своих жилищ предметы из окружающей его природы. Чаще всего это были рисунки животных и птиц, охота на которых служила человеку источником существования.
Древние египтяне передавали свои мысли и представления с помощью знаков-рисунков, которые называются иероглифами.
Длинными строчками выстраивались на плитках и стенах змеи, совы, ястребы, руки, головы, люди, жуки. Среди них всевозможные фигуры: квадраты, треугольники, круги, петли.
Учёные проследили длинный путь от картинки до современных букв. И те, и другие знаки не чужды друг другу. Оба вида изображений служат одной цели: передать сообщение от одного человека другому.
Появление чертежей связано с практической деятельностью человека — строительством укреплений, городских построек. Первоначально их выполняли прямо на земле. Но также археологами были обнаружены чертежи, выполненные на камне, папирусе, глиняных дощечках, пергаменте, а более поздние — на бумаге. Для записей на папирусе древние египтяне делали первые чернила из золы корней папируса, которую смешивали с клейким соком акации или вишни, а древним грекам были известны графитовые стержни для письма и рисования.
Исследователи утверждают, что деревянная линейка и циркуль являются самыми древними чертёжными инструментами. Потому что удивительно ровные прямые линии и правильные круги, например, на стенах и куполах храмов и домов Вавилонии и Ассирии невозможно было бы провести без специальных инструментов. Железным и бронзовым циркулям, найденным при раскопках в разных местах земли, более 2 тысяч лет.
Примером древнеегипетского чертежа служит изображение водоёма с растущими возле него пальмами. На нём соединены изображения, полученные с двух точек зрения: спереди и сверху. Они удивительным образом переплетены друг с другом.
Древнегреческий чертёж лабиринта содержит только одно изображение — сверху. Но, тем не менее, это первые примеры изображения конструкции на плоскости.
Таким образом, жители Древнего мира заложили основы графических изображений, которые были усовершенствованы и обоснованы изобретателями следующих поколений. Было положено начало стандартизации, во многом упростившей деятельность по созданию построек и механизмов.

### Средние века
С развитием технической мысли сохраняется потребность в изображении конструкций. Удобный материал-бумага, изобретённый в Китае, начинает производиться в Италии, Франции, Венгрии, Германии и только потом в России. Собственное изготовление бумаги началось в России при Иване Грозном вместе с рождением книгопечатания.
Многие конструкции запечатлены в рисунках, выполненных в технике гравюры. Именно из них мы узнаём о том, какие приспособления помогали людям в нелёгкой жизни.
Архитекторы занимали исключительное положение среди создателей средневекового искусства и были самостоятельны в своих действиях и направлениях работы. В альбоме Виллара де Оннекура собрана различная графическая информация от построения человеческой фигуры до сложнейшей конструкции элементов готического храма.
Средством для работы на бумаге сначала были тушь и чернила, а потом стали пользоваться углём, металлическими палочками-штифтами. Их делали из свинца или серебра. Периодически в разных странах находили залежи графита, которые быстро истощались.
Именно этими материалами выполнены чертежи-рисунки выдающегося изобретателя эпохи Возрождения Леонардо да Винчи. Он придумывал самые различные механизмы: крутильный станок на несколько веретен, прокатный стан, станки для нарезки винтов, для шлифовки оптических стёкол, шлюзы, несколько видов водоподъёмных машин, оборонительные сооружения, летательные аппараты. Многие его изобретения не воплотились в жизнь, но задали направление для технической мысли последующих поколений.
Первое упоминание о чертежах в России относится к началу XVI века и содержит описи церковного архива, по утверждению которых, самый древний чертёж выполнен в 1517 году.
Одним из интереснейших образцов чертежей XVI века является план города Пскова (1581 год) и «Петров план города Москвы» (1597 год).
Годуновский чертёж Московского Кремля, выполненный в период с 1600 по 1605 год, даёт наглядное представление о расположении построек в Кремле и за его пределами.
Слово «чертёж» исконно русское. Использовалось в значении, близком современному, то есть изображение каких-либо предметов на бумаге, план чего-либо. Изображения выполнялись от руки, на глаз, требовали словесных пояснений.
Чертежами пользовались многие выдающиеся изобретатели и инженеры. В 1586 году знаменитый пушечный мастер Андрей Чохов отлил колоссальную Царь-пушку, а его ученики уже с начала 30-х годов XVII века руководились чертежами при изготовлении орудий.
Эпоха Средневековья внесла свои коррективы в технику выполнения чертежей. Они стали более точными, часть из них выполнялась с помощью чертёжных инструментов. Основным материалом для выполнения чертежей стала бумага. Но чертежи эпохи Возрождения зачастую содержали одно изображение, не дающее возможность представить объект полностью, или выполнялись в виде рисунка, выполненного без особых правил.